# سفين ريدل
سفين أكي ألبرت ريدل (بالسويدية: Sven Rydell)‏ (14 يناير 1905 - 4 أبريل 1975) كان لاعب كرة قدم سويدي لعب مُهاجمًا. وكان هداف منتخب السويد لكرة القدم طوال التاريخ حتى 4 سبتمبر 2014، عندما تفوق عليه زلاتان إبراهيموفيتش بتسجيله هدفه الدولي الخمسين. ومع ذلك، فإنه يحمل الرقم القياسي في تسجيل الهاتريك مع المُنتخب الوطني، حيثُ سجَّل تسعة ثلاثيات.

## الوصلات الخارجية
- سفين ريدل على موقع الاتحاد الدولي (مؤرشف)  (الإنجليزية)
- سفين ريدل على موقع اتحاد السويد (السويدية)
- سفين ريدل على موقع قاعدة بيانات كرة القدم.إي يو (الإنجليزية)
- سفين ريدل على موقع ناشيونال فوتبول تيمز (الإنجليزية)
- سفين ريدل على موقع اللجنة الأولمبية الدولية (الإنجليزية)
- سفين ريدل على موقع أوليمبيديا (الإنجليزية)
- سفين ريدل على موقع اللجنة الأولمبية السويدية (السويدية)